# Лайе (Иль и Вилен)
Лайе (фр. Laillé) — коммуна на северо-западе Франции, находится в регионе Бретань, департамент Иль и Вилен, округ Ренн, кантон Брюз. Коммуна расположена в 20 км к югу от Ренна, в 13 км от кольцевой автомобильной дороги вокруг Ренна N136. 
Население (2018) — 5 069 человек. 

## История
Свидетельством пребывания людей на территории нынешнего Лайе является менгир Ла-Рош-ки-Шом (La Roche-qui-Chôme), найденный в местном лесу. В 1868 году местный житель искал клад у его подножия, и в результате его действий менгир упал. В галло-римские времена Лайе был одной из ферм, расположенных вдоль дороги из Ренна в Нант.
В Средние века территория к югу от Ренна, в том числе и Лайе, принадлежала епископам Ренна. Во время Столетней войны деревня была сожжена, и жители покинули ее. Новые упоминания о Лайе относятся уже к XVI веку.

## Достопримечательности
- Церковь Святого Петра
- Шато де Лайе
- Шато дю Буа де Ланд XIX века

## Экономика
Структура занятости населения:
- сельское хозяйство — 3,0 %
- промышленность — 30,2 %
- строительство — 11,1 %
- торговля, транспорт и сфера услуг — 34,3 %
- государственные и муниципальные службы — 21,4 %

Уровень безработицы (2018) — 6,1 % (Франция в целом —  13,4 %, департамент Иль и Вилен — 10,4 %). 

Среднегодовой доход на 1 человека, евро (2018) — 25 360 (Франция в целом — 21 730, департамент Иль и Вилен — 22 230).

## Демография
Динамика численности населения, чел.

## Администрация
Пост мэра Лайе с 2020 года занимает Франсуаза Луапр (Françoise Louapre). На муниципальных выборах 2020 года возглавляемый ею левый список был единственным.
| Период | Период | Фамилия         | Партия        | Примечания            |
| ------ | ------ | --------------- | ------------- | --------------------- |
| 1971   | 1983   | Пьер Делурмель  |               | торговец автомобилями |
| 1983   | 1989   | Жан Пуалли      | Разные правые | прораб                |
| 1989   | 2008   | Лоик Шенель     | Разные левые  | учитель               |
| 2008   | 2020   | Паскаль Эрве    | Разные левые  | фермер                |
| 2020   |        | Франсуаза Луапр | Разные левые  | фермер                |